# Sundarapandiam
Sundarapandiam é uma panchayat (vila) no distrito de Virudhunagar, no estado indiano de Tamil Nadu.

## Demografia
Segundo o censo de 2001,  Sundarapandiam  tinha uma população de 8547 habitantes. Os indivíduos do sexo masculino constituem 50% da população e os do sexo feminino 50%. Sundarapandiam tem uma taxa de literacia de 60%, superior à média nacional de 59.5%: a literacia no sexo masculino é de 71% e no sexo feminino é de 49%. Em Sundarapandiam, 8% da população está abaixo dos 6 anos de idade.